# Castillo de Sarroca de Bellera
El castillo de Sarroca de Bellera es el castillo que se encuentra en el origen del pueblo y término de Sarroca de Bellera, comarca del Pallars Jussá, al que pertenece. Fue el centro de la baronía de Bellera.

## Historia
El nombre con que se conoce actualmente este castillo es una redundancia, dado que la palabra roca ya servía para designar un castillo o fortaleza.
Se encuentra dentro del núcleo de población, en el lugar idóneo para un castillo: la cima de una peña que domina el pueblo. Es el extremo opuesto a la entrada a la población, al sureste del núcleo urbano. Desde la segunda plaza, la más interior, del pueblo, un camino permite acceder al lugar que había ocupado el castillo.
En el 904 ya se tiene noticias de él, dado que fue conquistado por Lubb ibn Muhammad, señor de Larida a Ramón I de Ribagorza y Pallars, en una de las razzias que hicieron los musulmanes antes del año 1000. Desde el siglo IX Bellera ya constituye una unidad territorial destacada en el Pallars (un pagus). El centro del pagus era el monasterio de Sant Genís de Bellera, a partir del cual se debía construir el castillo como defensa de su territorio.
Bellera entró de lleno en todas las luchas fronterizas, y en los convenios subsiguientes, tenidas por los condes pallaresos y ribagorzanos. Los años 1047, 1079 y 1081 se define a favor de Artau I de Pallars Sobirá, pero en 1055, Miró Bernat, feudatario de Bellera, rendía juramento de fidelidad a Ramón V de Pallars Jussá. Finalmente, en 1094 Artau II de Pallars Sobirá cedía a su primo Ramón V de Pallars Jussá el dominio del castillo. En 1098 Miró Bernat repetía el juramento de fidelidad a este último conde de Pallars Jussá.
A partir del siglo XII no aparece ya más el castillo en la documentación, seguramente por la pérdida de su interés estratégico, pero, en cambio, aparece profusamente la familia de los Bellera como una familia activa en la política catalana y una de las familias más importantes del Pallars. En 1111 el hijo de dicho Miró Bernat firma ya como Ramon Miró de Bellera.
En 1280, con motivo del asedio de Balaguer, Guillem de Bellera pone su castillo en manos del rey, el cual se lo devuelve, con promesa de prevalencia mutua, en 1281. A mediados del siglo XIV constan como varones de Bellera otro Guillermo de Bellera y Juan de Bellera. En el documento de prevalencia, Guillem de Bellera menciona como suyos los castillos de Bellera, Antist, Santa Coloma de Erdo, Oveix, Rialb, Viure, Arestuy y otros.
Estuvo en servicio a lo largo de la Edad Media, y aún se conoce una acción bélica en 1719, al defender el Pallars de una invasión francesa que había entrado por el Valle de Arán. En 1831, sin embargo, consta la señoría de Sarroca de Bellera en manos del obispo de Lérida.
Actualmente quedan algunos restos, sobre la peña que hospedó el castillo. Esta peña es alargada de este a oeste. En el punto más alto, a poniente, se debió haber la torre redonda, de la que apenas queda nada. De todos modos, una roca redondeada de 4,6 metros de diámetro parece marcar el basamento de la torre desaparecida. Hacia levante, la superficie donde se extendía el castillo alcanza los 10,5 metros. Al sur, una gran roca lisa inclinada tiene una serie de incisiones y encajes en tres filas que permiten suponer una estructura de madera anclada en esta roca, a lo largo de unos 7 metros de extensión.
Un cuarto espacio, a levante de la colina inclinada y del espacio de 10,5 metros, hay otro que llega a poco más de los 19 metros, con una anchura de 7, que actualmente sirve de huerto, que tiene en su contorno restos de lo que debió ser la muralla del castillo. Se conservan restos de muros e incluso, en una terraza al sur, restos de las dependencias del castillo.